# Masoala
Masoala là một chi thực vật có hoa thuộc họ Arecaceae.

## Các loài
Chi này có các loài sau:
- Masoala kona Beentje in J.Dransfield & H.Beentje, Palms Madagascar: 425 (1995).
- Masoala madagascariensis Jum., Ann. Inst. Bot.-Géol. Colon. Marseille, V, 1(1): 8 (1933).